# Château de Buy
Le château de Buy, situé dans la commune d'Antilly en Moselle, est mentionné dès 1188.
Il se situe à l'extérieur du village, sur la route départementale 2 reliant Metz à Guénange. Le château est entouré d'un mur de clôture borné par quatre pavillons carrés percés de meurtrières. Le logis lui-même, de plan rectangulaire, fut remanié ; les fenêtres à meneaux furent remplacées par des baies en arc segmentaire.
Il est inscrit à l'inventaire des monuments historiques depuis février 1997.

## Histoire
Buy appartenait à la puissante famille messine des Heu, seigneurs d'Ennery.
Nicole IV de Heu, fils de Gaspard II de Heu[réf. nécessaire], vendit Buy en 1602 à Jean de Saint-Aubin, bourgeois et marchand de Metz et à sa femme Dorothée Le Duchat. La seigneurie resta dans la première moitié du XVIIe siècle aux mains des familles protestantes Saint-Aubin et Le Duchat. 
La double porte fortifié construite en 1604 avant la guerre de trente ans, devait être l'entrée d'un couvent de moines défricheurs comme en témoigne l'inscription en latin à son fronton «Vive ut visas» (vis ta vie).
La seigneurie était détenue vers 1656 par Louis Maillet, également de religion réformée. Par la suite, il y eut de nombreux seigneurs de Buy, la seigneurie semblant être partagée entre 
Jean Tiersant (président aux requêtes du Palais à Metz, mort en 1713) - Claude-Nicolas Perain de Buy (receveur des derniers patrimoniaux de la ville de Metz, mort en 1760) - 
Jean-Nicolas-Étienne de Bock (lieutenant des maréchaux au département de Thionville et gouverneur de Sierck, vers 1781). Ce dernier possédait la moitié de la seigneurie avec le château entouré des fossés et une maison de fermier. 
L'autre moitié de la seigneurie appartenait, peu avant la Révolution, à Auguste-Charles-Louis Ancillon de Jouy (conseiller au Parlement de Metz, commandant de cavalerie, chevalier de la Légion d'honneur, mort le 27 septembre 1857). Le château était au XIXe siècle propriété de la famille Ancillon de Jouy, puis passa, par héritage, en 1887, au comte Marie-Victor de Vernou-Bonneuil.
Le château fut restauré après 1960.
Il abritait une discothèque fréquentée par la population gay de la région messine. Le "Manoir" a fermé définitivement ses portes.